# 第6回立法院議員総選挙
第6回立法院議員総選挙（だい6かいりっぽういんぎいんそうせんきょ）は、1962年11月11日に行われた琉球政府の立法院議員選挙である。

## 選挙データ

### 公示日
- 1962年10月24日

### 投票日
- 1962年11月11日

### 議席数
- 29議席

### 選挙制度
- 小選挙区制

### 有権者数
- 392,817人
（男性：177,540人、女性：215,277人）

### 立候補者数
- 61人

## 主な争点
キャラウェイ旋風が吹き荒れる中、事実上大田政作行政主席に対する信任投票となった。
また行政主席の選出方法が、立法院議員の指名による「指名方式」になった。
前回の立法院選挙で大惨敗した経験から、野党の沖縄社会大衆党・沖縄人民党・日本社会党沖縄県本部の三党はこの頃から共闘を組むようになった。

## 選挙結果

### 投票率
- 83.68%

### 当選者
- 第1区 - 新里清篤
- 第2区 - 宮城善兵
- 第3区 - 中村晄兆
- 第4区 - 山川泰邦
- 第5区 - 吉元栄真
- 第6区 - 伊芸徳一
- 第7区 - 島堅栄
- 第8区 - 久高将憲
- 第9区 - 田中武助
- 第10区 - 知花英夫

- 第11区 - 桑江朝幸
- 第12区 - 平良幸市
- 第13区 - 岸本利実
- 第14区 - 知念朝功
- 第15区 - 平良良松
- 第16区 - 古堅実吉
- 第17区 - 伊良波長幸
- 第18区 - 友寄喜弘
- 第19区 - 安里積千代
- 第20区 - 安里松徳

- 第21区 - 長嶺秋夫
- 第22区 - 上原重蔵
- 第23区 - 前川守仁
- 第24区 - 金城信範
- 第25区 - 盛島明秀
- 第26区 - 砂川旨誠
- 第27区 - 垣花恵昌
- 第28区 - 宮良長義
- 第29区 - 星克

### 党派別獲得議席
| 党派           | 得票数  | 得票率 | 議席 |
| -------------- | ------- | ------ | ---- |
| 沖縄自由民主党 | 134,884 | 44.60% | 17   |
| 沖縄社会大衆党 | 92,774  | 30.68% | 7    |
| 沖縄人民党     | 20,000  | 6.60%  | 1    |
| 日本社会党     | 15,255  | 5.00%  | 1    |
| 無所属         | 36,137  | 11.83% | 3    |

出：表「党派別当選者数および得票数」、沖縄タイムス編集『沖縄年鑑』1969（昭和44年）復刻版、466頁 
前回圧勝した自民党が得票数・率ともに減らし、議席も22議席から17議席に減らしたが過半数を維持することはできた。一方、社大党は5議席から7議席に、人民党は1議席を維持、前回当選者を出せなかった社会党は初めて1名の当選者を出すことができた。